# Капоне (фильм, 1975)
«Капоне» (англ. Capone) — американский кинофильм 1975 года о биографии Аль Капоне. В фильме одну из первых своих ролей сыграл Сильвестр Сталлоне (Фрэнк Нитти).

## Сюжет
История взлёта и падения пресловутого чикагского гангстера Аль Капоне. В фильме рассказывается о том как он за несколько лет поставил под свой контроль весь криминальный мир города, начав войну с другими мафиози.
Позднее, в результате резни в день св. Валентина, правоохранительные органы резко активизировали свои усилия по поимке Капоне. Он был обвинён в уклонении от уплаты налогов, что явилось формальной юридической причиной для его ареста. Аль Капоне был отправлен в тюрьму, где позже выяснилось, что он болен сифилисом.

## В ролях
- Бен Газзара — Аль Капоне
- Гарри Гуардино — Джонни Торрио
- Сьюзан Блэйкли — Айрис Кроуфорд
- Сильвестр Сталлоне — Фрэнк Нитти
- Джон Кассаветис — Фрэнки Йель
- Фрэнк Кампанелла — Винченцо «Большой Джим» Колозимо
- Джон Орчард — Дин «Дион» О'Бэнион
- Кармен Аргензиано — Джек «Джек-пулемет» МакГурн
- Джордж Чендлер — Роберт Э. Кроу
- Джон Дэвис Чандлер — граф «Хайми» Вайс
- Роял Дано — Антон Чермак
- Питер Мэлони — Джейк «Сальный палец» Гузик
- Дик Миллер — Джо Прайор
- Роберт Филлипс — Джордж «Багс» Моран
- Мартин Коув — Питер «Гуси» Гузенберг
- Марио Галло — Джузеппе «Джо» Айелло
- Тони Джорджо — Антонио «Тони Бич» Ломбардо
- Джонни Мартино — Тони Аматто
- Тина Скала — миссис Торрио

## Критика
Фильм получил неоднозначную реакцию в связи с его натуралистическим характером, в том числе за детальный показ женской наготы.